# Eduard Müller (1848-1919)
Eduard Müller ( 12 de Novembro de 1848 - 9 de novembro de 1919) foi um político da Suíça.
Ele foi eleito para o Conselho Federal suíço em 16 de Agosto de 1895 e terminou o mandato a 9 de Novembro de 1919.
Eduard Müller foi Presidente da Confederação suíça em 1899, 1907 e 1913.